# Canada-France-Hawaii Telescope

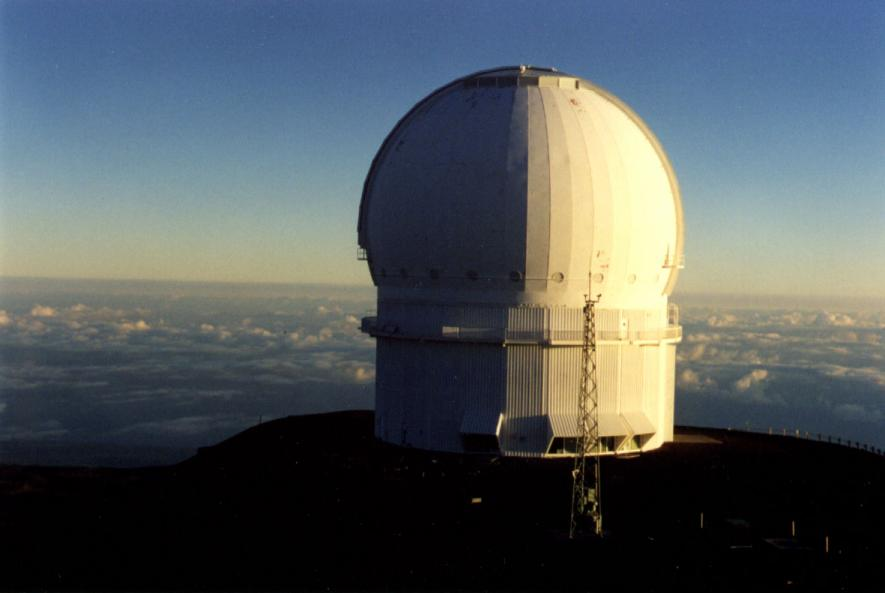
Die Kuppel des CFHT am frühen Morgen

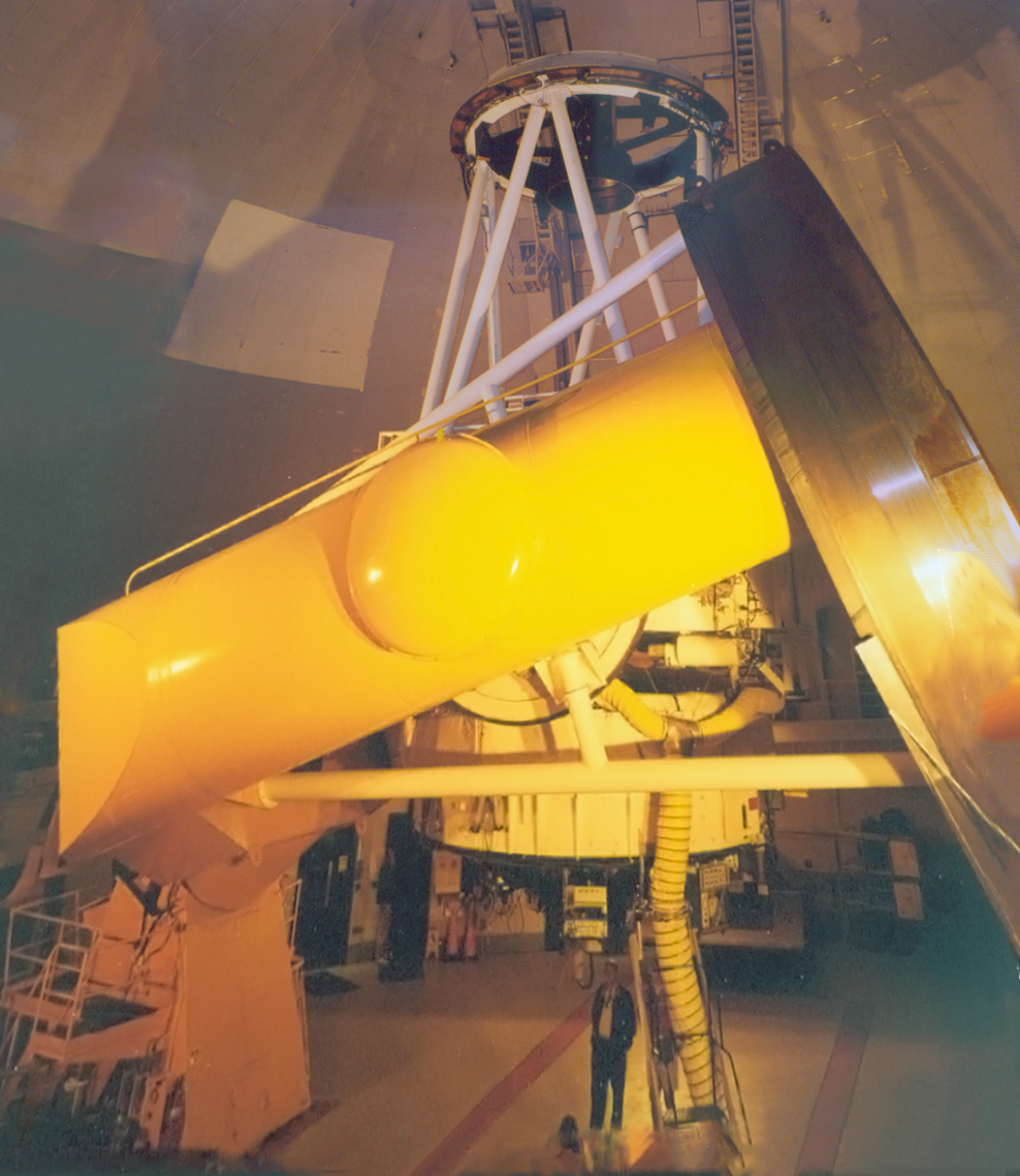
Innenaufnahme, Teleskopstruktur

Das Canada-France-Hawaii Telescope (CFHT) ist ein gemeinsam vom National Research Council of Canada, dem
Centre national de la recherche scientifique (CNRS) in Frankreich und der University of Hawaii betriebenes Großteleskop mit einem Hauptspiegeldurchmesser von 3,58 m, welches sich nahe dem Gipfel des erloschenen Vulkans Mauna Kea auf Hawaii auf einer Höhe von 4204 m befindet. Das Teleskop wird seit 1979 im wissenschaftlichen Betrieb genutzt.
Das CFHT ist wie das berühmte Mount-Palomar-Teleskop ein klassisches Primärfokus/Cassegrain-Teleskop mit einem parabolisch geschliffenen Hauptspiegel. Die Aufnahmegeräte sind eine Großfeldkamera mit einem hochauflösenden CCD-Mosaik aus 36 einzelnen CCDs mit jeweils 2048 × 4612 Pixeln, ein Infrarotdektor und eine Infrarotgroßfeldkamera, ein System für adaptive Optik und verschiedene Spektrographen.
Einige Forschungsschwerpunkte des CFHT sind oder waren:
- Eine Himmelsdurchmusterung (Canada-France-Hawaii Telescope Legacy Survey, CFHTLS), welche in einer Beobachtungskampagne über 5 Jahre mit insgesamt 450 Beobachtungsnächten erstellt wird.
- Erforschung extrem weit entfernter Galaxien und der großräumigen Struktur des Universums.
- Erforschung kleiner Asteroiden und Monde des Sonnensystems, wie neuer Jupitermonde und dem aus zwei Teilkörpern bestehenden Kuipergürtelobjekt 1998 WW31.
- Erstellung des Gaia Ecliptic Pole Catalogues (GEPC), der für die Kalibrierung der Gaia-Mission gebraucht wurde.[1]